# Gianluca Caprari
Gianluca Caprari (ur. 30 lipca 1993 w Rzymie) – włoski piłkarz, występujący na pozycji napastnika we włoskim klubie AC Monza. Wychowanek AS Romy. Były młodzieżowy reprezentant Włoch.